# Kinnared
Kinnared est une localité de Suède dans la commune de Hylte située dans le comté de Halland.
Sa population était de 337 habitants en 2019.